# La Calotterie
La Calotterie è un comune francese di 645 abitanti situato nel dipartimento del Passo di Calais nella regione dell'Alta Francia.

## Storia

### Simboli
Il comune ha ripreso il blasone della famiglia Meignot, signori del luogo nei secoli XVI e XVII, modificando lo sfondo da oro ad azzurro.

## Società

### Evoluzione demografica
Abitanti censiti